# Nymphula tullialis
Nymphula tullialis là một loài bướm đêm trong họ Crambidae.